# Střelba v Bolerázi (červen 2014)
Střelba v Bolerázi se odehrála v noci ze 14. na 15. června 2014 v obci Boleráz v okrese Trnava. Byl při něm zabit jeden příslušník Policejního sboru. Pachatel Milan Szalay byl odsouzen k 24 letům odnětí svobody ve vězení.

## Průběh
Před 00:00 SELČ 14. června 2014 dvoučlenná policejní hlídka Obvodního oddělení Policejního sboru v Trstíně v policejním automobilu Volkswagen Golf, předvedla řidiče vozidla Opel Zafira podezřelého z jízdy pod vlivem alkoholu. Dechovou zkouškou mu naměřili 1,38 promile alkoholu, následně ale došlo ke konfliktu, který vyústil ve střelbu. Podezřelý Milan S. (31 r.) zasáhl praporčíka Petra Opálka († 34 r.) dvěma střelami do hrudníku, přičemž policista na místě podlehl zraněním (15. června). Jeho kolegyně, která se také zapojila do střelby, neutrpěla žádné zranění. Podezřelý z místa činu utekl a přibližně ve 02:00 SELČ se vzdal policejní hlídce v místě svého trvalého bydliště v Podunajských Biskupiciach.
Prohlídka místa činu prokázala, že policejní automobil zasáhlo pět střel a vozidlo podezřelého jedenáct. Vyšetřující policisté na místě činu zajistili 32 nábojnic a jeden náboj.

## Památka na zesnulého policistu
15. června dopoledne místní obyvatelé umístili provizorní pomník u bydliště zesnulého policisty. Praporčík Peter Opálek byl in memoriam povýšen do hodnosti podporučíka a byl pohřben 18. června 2014 na hřbitově v Boleráz.

## Soudní řízení
Milan S. byl obviněn ze zvlášť závažného zločinu vraždy na chráněné osobě (v tomto případě veřejný činitel), v části dokonaný a v části ve stádiu pokusu, čímž mu hrozí trest odnětí svobody na 20 nebo 25 let nebo na doživotí. 17. června Okresní soud v Trnavě rozhodl o jeho vzetí do vazby (v Leopoldovské věznici).